# Villahermosa, Tonalá
Villahermosa är en ort i Mexiko.   Den ligger i kommunen Tonalá och delstaten Chiapas, i den sydöstra delen av landet, 700 km sydost om huvudstaden Mexico City. Villahermosa ligger 12 meter över havet och antalet invånare är 597.
Terrängen runt Villahermosa är mycket platt. En vik av havet är nära Villahermosa västerut. Runt Villahermosa är det ganska glesbefolkat, med 50 invånare per kvadratkilometer. Närmaste större samhälle är Tonalá, 10,5 km nordost om Villahermosa. Omgivningarna runt Villahermosa är en mosaik av jordbruksmark och naturlig växtlighet.